# Amédée Fournier
Amédée Fournier (7. februar 1912 i Armentières – 30. marts 1992 i Lecci) var en fransk cykelrytter som deltog i de olympiske lege 1932 i Los Angeles.
Fournier vandt en sølvmedalje i banecykling i under OL 1932 i Los Angeles. Han var med på det franske hold som kom på en andenplads i konkurrencen i 4000 meter forfølgelsesløb efter Italien. De andre på holdet var René Le Grevès, Henri Mouillefarine og Paul Chocque.